# 控制幅度
控制幅度（英語：Span of control）是企業管理，尤其是人力資源管理中的一個術語。該術語是指主管負責的下屬或直接報告的數量。控制幅度就是上級可管理的下屬數量。管理者控制的下屬人數越多，他的控制幅度就越寬廣。

## 發展
在1980年代，許多企業領導者將組織結構扁平化，導致平均幅度接近 1 對 10。信息技術的發展使這成為可能；隨著信息技術的發展能夠減輕許多中層管理人員的任務—如收集、處理和呈現運營信息等任務—高層管理人員發現他們可以僱傭更少的中層管理人員來做更多的工作，以更少的成本管理更多的下屬。
目前向自我指導的跨職能團隊和其他形式的非等級結構的轉變，使得控制幅度的概念變得相對不重要。
關於最佳控制幅度的理論可以追溯到 V. A. Graicunas 的研究，他使用關於心智能力（英語：mental capacity）和注意力持續時間的假設來開發實用的啟發式方法。 Lyndall Urwick 發展了一種基於地理分散和面對面會議需求的理論。 儘管從那以後進行了無數次嘗試，但還沒有提出令人信服的理論。這是因為最佳控制幅度取決於許多變量，包括組織結構、可用技術、正在執行的功能以及管理者和被管理者的能力。Elliott Jaques 認為一個管理者可能有盡可能多的直屬下屬，他們可以在其可以評估個人效能的意義上認識他們。

## 影響因素
- 地域分散：如果一個企業的分支機構分佈廣泛，那麼管理者很難對每個分支機構進行監管，這樣控制的幅度就會變小。
- 員工的能力：如果員工能力很強，需要很少的監督，可以自行其是，例如符合Y理論的人，他們不需要密切監督，因為他們主動工作；因此，控制範圍可能會更廣。
- 管理者的能力：一位經驗豐富的管理者，對任務有很好的理解，對部屬有十分充分的了解，且互動關係也很好，將能夠監督更多的部屬。
- 管理者的價值添加：通過培訓和開發部屬新技能來增加價值的管理者，將需要比只關注績效管理的管理者更小的控制幅度。
- 任務的相似性：如果下屬執行的任務相似，那麼控制幅度就可以更大，因為管理者可以同時監督之。
- 其他任務量：如果管理者有其他職責，例如委員會成員、參與其他項目、與利益相關者聯絡，則直接下屬的數量需要減少。
- 所需的行政任務：如果管理者需要定期舉行面對面的會議，完成評估和發展計劃，討論薪酬福利，撰寫職位描述和僱傭合同，解釋僱傭政策的變化，以及其他行政任務，控制幅度可能會減少。
- 業務流程的精簡、效能和效率可以減少控制幅度。